# آنا کلگر
آنا کلگر (انگلیسی: Ana Cleger؛ زادهٔ ۲۷ نوامبر ۱۹۸۹) بازیکن والیبال اهل کوبا است.
از باشگاه‌هایی که در آن بازی کرده‌است می‌توان به باشگاه والیبال رابیتا باکو اشاره کرد.